# 戦場カメラマンという仕事
『戦場カメラマンという仕事』（せんじょうかめらまんというしごと）は、「東長崎機関」の「たくさんの戦場野郎たち」による戦場カメラマンという職業の概要や、戦場カメラマンとしての職業意識などに関する書籍であり、戦場カメラマンに関する基本的な書籍の一つである。